# 藤橋 (砺波市)
藤橋（ふじばし）は、富山県砺波市の庄川に架かる国道471号（富山県道59号富山庄川線重用）の橋長148 m（メートル）の逆ローゼ橋。

## 概要
庄川に架かり、砺波市庄川町小牧から同市庄川町湯山を結ぶほか、砺波市と南砺市利賀村を結ぶ重要な橋で、新橋は庄川峡の景観に調和する朱色のアーチ橋となった。
本橋は極めて扁平なアーチ橋となっている。施工にあたっては監視カメラによってケーブルクレーンを遠隔操作した。また、非合成桁ながら地震時には合成構造となるような配慮がなされており、鋼と鉄筋コンクリート床版の素材の違いを吸収すべく遅延合成スタッドが採用された。
- 形式 - 鋼逆ローゼ橋
- 活荷重 - B活荷重
- 橋長 - 148.000 m
  - 支間割 - 146.9047 m
  - アーチ支間 - 120.000 m
  - アーチライズ - 16.7 m
- 幅員
  - 総幅員 - 12.000 m
  - 有効幅員 - 11.000 m
  - 車道 - 8.500 m
  - 歩道 - 片側2.5000 m
- 床版 - 鉄筋コンクリート
- 総鋼重 - 991 t
- 施工 - 川田工業
- 架設工法 - ケーブルエレクション斜吊り工法

## 歴史
江戸時代末期の1843年（天保14年）に初めて架設されて以降、東山見村の庄川には庄川の藤橋として知られる簡易な藤橋が架かっていた。明治時代には東方の牛岳で産出する肥料用の石灰の輸送に用いられた。
1890年（明治23年）に民間会社が車道を開通させたが、この際に藤橋は鉄鎖釣橋で架替し安全性を高めることになった。翌1891年（明治24年）に牛岳石灰同業組合、牛岳私設車道方を中心に地元名士の出資によって藤橋は橋長57 m、幅員2.7 mの鉄鎖釣橋となった。しかし、1892年（明治25年）11月に落雪のために落橋したため、東山見村では復旧のための寄付を募り、牛島車道が85 %を拠出して1893年（明治26年）5月に橋長59 m、幅員2.25 mの橋が架橋された。これは1891年（明治24年）に木造アーチ橋として架け替えられた県内の愛本橋に強く影響を受け、木造アーチ橋を基本として、補強のために支柱を有する桟架鎖橋を加えた。しかしながら鉄鎖釣橋と木造アーチ橋では活荷重に対するたわみが異なるため鉄鎖釣橋のは効果は少ないと考えられ、後年鉄鎖は撤去された。
1911年（明治44年）に自動車通行も可能な近代的な木鉄混用補剛トラス桁の吊橋になる。
1933年（昭和8年）3月に橋長60 m、幅員5.5 mに鉄塔の吊橋に架替えられる。
1956年（昭和31年）6月20日に単純上路トラス橋（支間長61.5 m）と鈑桁橋からなる橋長87.5 m、幅員5.5 mの藤橋が開通。この橋には近接して小牧ダムから取水した南砺山麓用水が通る1969年（昭和44年）竣工の水管橋がある。
仮設から50年以上が経過し老朽化が進んでいるうえに、幅員が狭小であることから1996年（平成8年）11月19日に『主要地方道富山庄川線（藤橋）整備促進期成同盟会』が発足した。これにより下流側への新橋が架設事業が1997年度（平成9年度）から始められ、2001年（平成13年）12月に一部工事を発注、2009年（平成21年）11月22日に供用された。